# The Martinez Brothers
Pour les articles homonymes, voir Martinez.
The Martinez Brothers est un duo américain de disc jockeys et remixeurs originaires du Bronx. Composé de Steven Martinez et Chris Martinez, le duo est connu pour être depuis longtemps dans les clubs d'Ibiza dont le DC10, ou l'Ushuaïa, mais également dans les lieux new yorkais. En 2014, le duo collabore avec Nile Rodgers. L'ensemble est nommé « DJ de l'année » la même année par le magazine britannique Mixmag et participe à Tomorrowland l'été suivant, à l'Electric Zoo, au BPM Festival, à Mystery Land, ainsi qu'à l'Ultra Music Festival trois ans de suite.